# Lil' Pimp
Lil' Pimp est un film d'animation américain réalisé par Mark Brooks, sorti en 2005.

## Synopsis
Le film raconte l'histoire d'un enfant nommé Lil' Pimp, sans amis - ou presque, son seul ami est une gerbille au langage vert nommée Wheathers - qui rencontre une prostituée, Sweet Chiffon, et son proxénète Jus de fruit.
Le maire de la ville est un trafiquant d'organes, plasma, vidéo, etc. et veut une part du marché de Jus de fruit. Mais il n'arrive pas a mettre en évidence ce commerce, alors il va faire croire que l'enfant est séquestré. La police peut donc fermer le bar de Jus de fruit 
et l'emprisonner avec ses filles. Mais la situation va se retourner à leurs avantages...

## Distribution

### Version originale
- Mark Brooks : Lil' Pime
- Bernie Mac : Le proxénète Jus de fruit
- Lil' Kim : La prostituée Sweet Chiffon
- Ludacris : La gerbille Weathers
- William Shatner : Le maire Tony Gold
- Danny Bonaduce : Nasty Midget